# Garevica
Garevica je naseljeno mjesto u općini Oštra Luka, Republika Srpska, BiH.

## Povijest
Do potpisivanja Daytonskog mirovnog sporazuma bilo je u sastavu općine Sanski Most koja je ušla u sastav Federacije BiH.

## Stanovništvo

### 1991.
Nacionalni sastav stanovništva 1991. godine, bio je sljedeći:
ukupno: 139
- Hrvati - 129
- Srbi - 9
- ostali, nepoznati i neopredijeljeni - 1

### 2013.
Nacionalni sastav stanovništva 2013. godine, bio je sljedeći:
ukupno: 19
- Hrvati - 15
- Srbi - 4